# 高山忠克
高山 忠克（たかやま ただかつ、1944年5月18日 - ）は、栃木県出身の元プロ野球選手（外野手）。

## 来歴・人物
作新学院高校への在学中は「4番・中堅手」で、1学年先輩に外野手の島野育夫、同期生に八木沢荘六・加藤斌の両投手と遊撃手の中野孝征がいた。
2年時（1961年）と3年時（1962年）の春に選抜高等学校野球大会へ出場。3年時の第34回大会では、エース八木沢の下で優勝を経験した。チームは夏の第44回全国高等学校野球選手権大会にも出場したが、大会中に八木沢が赤痢を発症した影響で隔離療養を余儀なくされたため、控え投手の加藤が先発に回った。加藤が中京商業との準決勝で林俊彦と投げ合った末に完封勝利を収めると、チームは久留米商業との決勝で伊藤久敏を相手に1対0で勝利。甲子園球場の全国大会では史上初めて、同じ出場校による春夏連覇を成し遂げた。
1963年に国鉄スワローズに入団。1年目に早くも2本塁打を放つと2年目の1964年には中堅の定位置を獲得。主に6番、7番を打ち、打率こそ.219であったがチーム2位の18本塁打、同じく3位の55打点を記録した。高卒2年目シーズンまでの通算20本塁打は55年後の2019年に村上宗隆によって更新（37本塁打）されるまで長らく球団記録であった。さらなる飛躍が期待されたものの、3年目以降は打撃面で伸び悩み準レギュラーの地位に留まる。1967年度のドラフトで作新学院高のチームメイトだった中野孝征が、岩崎電気、日本楽器を経てサンケイに1位で指名され入団したためプロでも再びチームメイトになった。1968年は9試合で先発4番に起用されるなど105試合の出場で14本塁打、38打点といずれも1964年に次ぐ数字を記録し復活の兆しを見せたが、翌1969年は僅か1本塁打と再び低迷。8年目の1970年に61試合の出場で打率.131、入団以来初めて0本塁打に終わると、シーズン終了後には（NPBが「加盟全12球団の戦力の均等化」を目的にドラフト会議と同じ要領でこの年から1972年まで年に1回開催していた）プロ野球選抜会議（トレード会議）の指名対象（1球団が保有する支配下登録選手の20％に当たる）選手リストへ掲載された。
選抜会議で阪神タイガースから3巡目で指名されたことを受けて、1971年に移籍。3巡目以下で指名した選手の入団に関して移籍金が発生しない制度であったことに加えて、国鉄～ヤクルト時代に阪神戦でよく打っていたことから、監督兼投手（当時）の村山実からは再生を期待されていた。ヤクルトが一軍での実績が十分な高山を選抜会議指名対象選手のリストに載せた背景には、当時からギャンブルに興じるあまり多額の借金を抱えていたによるものとされているが、阪神側は指名に際してこのような問題を把握していなかったという。
阪神への移籍後は先発8試合を含む公式戦21試合に出場していたが、打率.097､0本塁打と低迷。7月に入り村山が「借金の返済に向けた猶予措置」として一軍から離れることを認めたところ、直後の14日に当時単身で居住していた「虎風荘」（球団の合宿所）から突如として失踪。全く所在がわからなくなってしまった。29日に阪神球団は所在不明であることが契約に違反するとしてセ・リーグに契約解除を申請、これを受けて8月4日付けでコミッショナーから無期限失格選手として公示された。失踪によるNPBの無期限追放処分は高山が初めてだが、1974年のシーズン中には、日本ハムファイターズへ入団したばかりのバール・スノーも同様の事由で無期限追放処分を受けている。
1981年にホステスに詐欺行為を働いたとして逮捕された事件が報じられた際には、失踪後に長野県伊那市でキャバレーを経営していたと記された。

## 詳細情報

### 年度別打撃成績
| 年 度     | 球 団                  | 試 合 | 打 席 | 打 数 | 得 点 | 安 打 | 二 塁 打 | 三 塁 打 | 本 塁 打 | 塁 打 | 打 点 | 盗 塁 | 盗 塁 死 | 犠 打 | 犠 飛 | 四 球 | 敬 遠 | 死 球 | 三 振 | 併 殺 打 | 打 率 | 出 塁 率 | 長 打 率 | O P S |
| --------- | ---------------------- | ----- | ----- | ----- | ----- | ----- | -------- | -------- | -------- | ----- | ----- | ----- | -------- | ----- | ----- | ----- | ----- | ----- | ----- | -------- | ----- | -------- | -------- | ----- |
| 1963      | 国鉄 サンケイ アトムズ | 5     | 14    | 14    | 3     | 6     | 0        | 1        | 2        | 14    | 4     | 0     | 0        | 0     | 0     | 0     | 0     | 0     | 3     | 0        | .429  | .429     | 1.000    | 1.429 |
| 1964      | 国鉄 サンケイ アトムズ | 127   | 427   | 407   | 33    | 89    | 13       | 1        | 18       | 158   | 55    | 4     | 2        | 0     | 4     | 13    | 0     | 3     | 90    | 12       | .219  | .246     | .388     | .634  |
| 1965      | 国鉄 サンケイ アトムズ | 91    | 223   | 215   | 15    | 45    | 11       | 1        | 1        | 61    | 11    | 2     | 2        | 0     | 1     | 7     | 0     | 0     | 51    | 8        | .209  | .233     | .284     | .517  |
| 1966      | 国鉄 サンケイ アトムズ | 108   | 286   | 274   | 23    | 67    | 8        | 4        | 8        | 107   | 28    | 0     | 1        | 4     | 3     | 5     | 0     | 0     | 40    | 9        | .245  | .255     | .391     | .646  |
| 1967      | 国鉄 サンケイ アトムズ | 88    | 192   | 185   | 21    | 46    | 8        | 3        | 7        | 81    | 23    | 1     | 0        | 2     | 0     | 4     | 0     | 1     | 35    | 3        | .249  | .268     | .438     | .706  |
| 1968      | 国鉄 サンケイ アトムズ | 105   | 287   | 272   | 29    | 64    | 6        | 4        | 14       | 120   | 38    | 2     | 2        | 0     | 1     | 11    | 0     | 3     | 50    | 3        | .235  | .272     | .441     | .713  |
| 1969      | 国鉄 サンケイ アトムズ | 84    | 202   | 186   | 16    | 41    | 10       | 1        | 1        | 56    | 9     | 0     | 4        | 4     | 1     | 11    | 0     | 0     | 31    | 5        | .220  | .263     | .301     | .564  |
| 1970      | 国鉄 サンケイ アトムズ | 61    | 65    | 61    | 1     | 8     | 0        | 1        | 0        | 10    | 2     | 0     | 2        | 1     | 1     | 2     | 0     | 0     | 14    | 3        | .131  | .156     | .164     | .320  |
| 1971      | 阪神                   | 21    | 32    | 31    | 0     | 3     | 0        | 0        | 0        | 3     | 1     | 0     | 0        | 0     | 0     | 1     | 0     | 0     | 6     | 0        | .097  | .125     | .097     | .222  |
| 通算：9年 | 通算：9年              | 690   | 1728  | 1645  | 141   | 369   | 56       | 16       | 51       | 610   | 171   | 9     | 13       | 11    | 11    | 54    | 0     | 7     | 320   | 43       | .224  | .250     | .371     | .621  |

- 国鉄スワローズは、1965年途中にサンケイスワローズ、1966年にサンケイアトムズ、1969年にアトムズ（ヤクルトと提携）、1970年にヤクルトアトムズと球団名を変更

### 背番号
- 14 （1963年 - 1967年）
- 10 （1968年 - 1970年）
- 25 （1971年）